# Erwin Knosp
Erwin Knosp (ur. 26 sierpnia 1961 w Renchen) – zachodnioniemiecki zapaśnik walczący w stylu wolnym. Olimpijczyk z Los Angeles 1984, gdzie zajął siódme miejsce w kategorii 57 kg. Dwukrotny uczestnik mistrzostw świata, siódmy w 1982. Szósty na mistrzostwach Europy w 1983 roku.
Zdobył tytuł mistrza Niemiec w 1983 i 1985 roku.
- Turniej w Los Angeles 1984

Pokonał Victora Mangę z Kamerunu i Salwadorczyka Gustavo Manzura. Przegrał z reprezentantem Korei Południowej Yu In-takiem i Masakazu Kamimurą z Japonii.
Na tych samych igrzyskach w turnieju zapaśniczym startował jego brat Martin Knosp.